# Draft 1982 de la NFL
1981 1983
La draft 1982 de la NFL est la procédure par laquelle les équipes de la National Football League sélectionnent des joueurs de football américain universitaire. Elle s'est déroulée du 27 au 28 avril 1982 à l'hôtel Sheraton (en) de New York,.
Au moment de la draft, les Raiders sont encore à Oakland. Ils sont transférés à Los Angeles en mai 1982.
La ligue organise également une draft supplémentaire après la régulière et avant le début de la saison.

## Draft
La Draft se compose de 12 tours, qui permettent 28 choix chacun (soit un par équipe en principe). L'ordre des franchises est normalement décidé pour chaque tour par leurs résultats au cours de la saison précédente : plus une équipe réussit sa saison, plus son choix de draft sera tardif, et inversement. Par exemple, les Patriots de la Nouvelle-Angleterre, avec le pire bilan de la saison 1981 avec 2 victoires contre 14 défaites, obtiennent le premier choix de draft et le premier choix de chaque tour. À l'inverse les 49ers de San Francisco, vainqueurs du Super Bowl XVI et donc champions en titre, obtiennent le dernier choix de chaque tour.
Les choix de draft peuvent aussi être échangés entre les équipes, contre d'autres choix de draft ou même des joueurs, ce qui explique que certaines franchises aient plusieurs choix ou même aucun durant un tour.
Les franchises peuvent enfin recevoir des choix de compensations en fin de tour, qui permettent à des équipes ayant perdu plus de joueurs qu'ils ne pouvaient en acquérir à l'inter-saison d'effectuer une sélection supplémentaire.
Légende :
- ° : Intronisé au Pro Football Hall of Fame
- † : Joueur sélectionné pour le Pro Bowl

### 1ertour
Les Saints de La Nouvelle-Orléans perdent leur choix de premier tour (3e) pour avoir sélectionné Dave Wilson lors de la draft supplémentaire de 1981.
Les joueurs choisis au premier tour :
| Choix | Équipe                             | Joueur                  | Position         | Université                        | Notes                         |
| ----- | ---------------------------------- | ----------------------- | ---------------- | --------------------------------- | ----------------------------- |
| 1     | Patriots de la Nouvelle-Angleterre | Kenneth Sims            | Defensive end    | Longhorns du Texas                |                               |
| 2     | Colts de Baltimore                 | Johnie Cooks            | Linebacker       | Bulldogs de Mississippi State     |                               |
| 3     | Browns de Cleveland                | Chip Banks (en) †       | Linebacker       | Trojans d'USC                     |                               |
| 4     | Colts de Baltimore                 | Art Schlichter (en)     | Quarterback      | Buckeyes d'Ohio State             | Rams → Colts,                 |
| 5     | Bears de Chicago                   | Jim McMahon †           | Quarterback      | Cougars de BYU                    |                               |
| 6     | Seahawks de Seattle                | Jeff Bryant (en)        | Defensive end    | Tigers de Clemson                 |                               |
| 7     | Vikings du Minnesota               | Darrin Nelson (en)      | Running back     | Cardinal de Stanford              |                               |
| 8     | Oilers de Houston                  | Mike Munchak °          | Offensive guard  | Nittany Lions de Penn State       |                               |
| 9     | Falcons d'Atlanta                  | Gerald Riggs (en) †     | Running back     | Sun Devils d'Arizona State        |                               |
| 10    | Raiders de Los Angeles             | Marcus Allen °          | Running back     | Trojans d'USC                     | ,                             |
| 11    | Chiefs de Kansas City              | Anthony Hancock (en)    | Wide receiver    | Volunteers du Tennessee           | Cardinals → Chiefs,           |
| 12    | Steelers de Pittsburgh             | Walter Abercrombie (en) | Running back     | Bears de Baylor                   |                               |
| 13    | Saints de La Nouvelle-Orléans      | Lindsay Scott (en)      | Wide receiver    | Bulldogs de la Géorgie            | Packers → Chargers, → Saints, |
| 14    | Rams de Los Angeles                | Barry Redden (en)       | Running back     | Spiders de Richmond               | Redskins → Rams,              |
| 15    | Lions de Détroit                   | Jimmy Williams (en)     | Linebacker       | Cornhuskers du Nebraska           |                               |
| 16    | Cardinals de Saint-Louis           | Luis Sharpe (en) †      | Offensive tackle | Bruins d'UCLA                     | Chiefs → Cardinals            |
| 17    | Buccaneers de Tampa Bay            | Sean Farrell (en)       | Offensive guard  | Nittany Lions de Penn State       |                               |
| 18    | Giants de New York                 | Butch Woolfolk (en)     | Running back     | Wolverines du Michigan            |                               |
| 19    | Bills de Buffalo                   | Perry Tuttle (en)       | Wide receiver    | Tigers de Clemson                 | Broncos → Bills,              |
| 20    | Eagles de Philadelphie             | Mike Quick (en) †       | Wide receiver    | Wolfpack de North Carolina State  |                               |
| 21    | Broncos de Denver                  | Gerald Willhite (en)    | Running back     | Spartans de San Jose State        | Bills → Broncos               |
| 22    | Packers de Green Bay               | Ron Hallstrom (en)      | Offensive guard  | Hawkeyes de l'Iowa                | Chargers → Packers            |
| 23    | Jets de New York                   | Bob Crable (en)         | Linebacker       | Fighting Irish de Notre-Dame      |                               |
| 24    | Dolphins de Miami                  | Roy Foster (en) †       | Offensive guard  | Trojans d'USC                     |                               |
| 25    | Cowboys de Dallas                  | Rod Hill (en)           | Cornerback       | Thorobreds de Kentucky State (en) |                               |
| 26    | Bengals de Cincinnati              | Glen Collins (en)       | Defensive end    | Bulldogs de Mississippi State     |                               |
| 27    | Patriots de la Nouvelle-Angleterre | Lester Williams (en)    | Nose tackle      | Hurricanes de Miami               | 49ers → Patriots,             |

#### Échanges1ertour
1. ↑    1. 4 Les Colts envoient Bert Jones (en) aux Rams pour des choix de premier et deuxième tours (4e et 34e).
2. ↑    1. 11 Kansas City échange ses choix de premier et troisième tours (16e et 73e) avec Saint-Louis pour un choix de premier tour (11e).
3. ↑    1. 13 Les Chargers échangent John Jefferson (en) et un choix de premier tour de la draft 1982 (22e) avec les Packers pour Aundra Thompson (en), des choix de premier et deuxième tours en 1982 (13e et 40e), un choix de premier tour en 1983 (20e) et un choix de deuxième tour de la draft 1984 (39e).
4. ↑    1. 13 Les Saints envoient Wes Chandler (en) aux Chargers pour Aundra Thompson (en) et des choix de premier et troisième tours (13e et 76e).
5. ↑    1. 14 Les Rams échangent un choix de troisième tour (69e) et deux choix de cinquième tour (117e et 132e) de la draft 1981, ainsi qu'un choix de deuxième tour en 1982 (49e) avec les Redskins, pour un choix de premier tour en 1982 (14e).
6. ↑    1. 16 voir #11 Cardinals → Chiefs
7. ↑    1. 19 Buffalo échange ses choix de premier et quatrième tour (21e et 106e) avec Denver pour un choix de premier tour (19e).
8. ↑    1. 21 voir #19 Broncos → Bills
9. ↑    1. 22 voir #13 Packers → Chargers
10. ↑    1. 27 Les Patriots envoient Russ Francis aux 49ers pour des choix de premier et quatrième tours (27e et 111e).

### Joueurs notables sélectionnés dans les tours suivants
| Choix | Équipe                             | Joueur                   | Position        | Université                       | Notes                         |
| ----- | ---------------------------------- | ------------------------ | --------------- | -------------------------------- | ----------------------------- |
| 30    | Saints de La Nouvelle-Orléans      | Brad Edelman (en) †      | Offensive Guard | Tigers du Missouri               |                               |
| 34    | Colts de Baltimore                 | Rohn Stark (en) †        | Punter          | Seminoles de Florida State       | Rams → Colts                  |
| 41    | Patriots de la Nouvelle-Angleterre | Andre Tippett °          | Linebacker      | Hawkeyes de l'Iowa               | Redskins → 49ers, → Patriots, |
| 45    | Giants de New York                 | Joe Morris (en) †        | Running back    | Orange de Syracuse               |                               |
| 52    | Dolphins de Miami                  | Mark Duper (en) †        | Wide receiver   | Demons de Northwestern State     |                               |
| 64    | Raiders de Los Angeles             | Vann McElroy (en) †      | Safety          | Bears de Baylor                  |                               |
| 70    | Steelers de Pittsburgh             | Mike Merriweather (en) † | Linebacker      | Tigers de Pacific                |                               |
| 82    | Bengals de Cincinnati              | Rodney Holman (en) †     | Tight end       | Green Wave de Tulane             |                               |
| 86    | Saints de La Nouvelle-Orléans      | Morten Andersen °        | Kicker          | Spartans de Michigan State       |                               |
| 112   | Patriots de la Nouvelle-Angleterre | Fred Marion (en) †       | Safety          | Hurricanes de Miami              |                               |
| 131   | Broncos de Denver                  | Sammy Winder (en) †      | Running back    | Mustangs de SMU                  |                               |
| 171   | Bills de Buffalo                   | Gary Anderson            | Kicker          | Orange de Syracuse               | Browns → Bills,               |
| 179   | Vikings du Minnesota               | Steve Jordan (en)        | Tight end       | Bears de Brown                   |                               |
| 235   | Falcons d'Atlanta                  | Mike Horan (en)          | Punter          | 49ers de Long Beach State        |                               |
| ND    | Seahawks de Seattle                | Norm Johnson †           | Kicker          | Bruins d'UCLA                    |                               |
| ND    | Seahawks de Seattle                | Shelton Robinson         | Linebacker      | Tar Heels de la Caroline du Nord |                               |

#### Échanges tours suivants
1. ↑    1. 34 voir # Rams → Colts
2. ↑    1. 41 San Francisco envoie Wilbur Jackson à Washington pour des choix de deuxième tour en 1981 (36e) et 1982 (41e).
3. ↑    1. 41 Les Patriots échangent leur choix de deuxième tour (29e) avec les 49ers pour deux choix de deuxième tour (41e et 55e).
4. ↑    1. 171 Buffalo envoie Terry Miller (en) à Cleveland pour des choix de quatrième et septième tours (171e).

### Draft supplémentaire
Une draft supplémentaire a lieu le 30 juin 1985. Pour chaque joueur sélectionné dans la draft supplémentaire, l’équipe perd son choix lors de ce tour dans la draft de la saison suivante. Les Lions décident de faire un choix de neuvième tour.
| Tour | Équipe           | Joueur         | Position       | Université                   | Note |
| ---- | ---------------- | -------------- | -------------- | ---------------------------- | ---- |
| 9    | Lions de Détroit | Kevin Robinson | Defensive back | Aggies de North Carolina A&T | ,    |